# Армија Хондураса
Армија Хондураса састоји се од војске Хондураса , морнарице Хондураса и ратног ваздухопловства Хондураса.

## Историја
Прије 1979.
Оружане снаге Хондураса су створене чланом 44, пододељком 4 Првог устава Законодавног већа 1825. године, а први врховни шеф државе био је тужилац Дионисио де Херера, за шта су наредили ефективно стварање војске Хондураса од 11. децембра 1825. године и ради веће мобилности, подељен је на батаљоне са именом сваког од седам департмана Ковајагуа главни град, Тегусигалпа, Чолутека, Оланчо, Јоро, Грасијас и Санта Барбара који су стратешки и тактички били задужени за покривајући ред и одбрану државе, према француској војној доктрини. Године 1831. основана је војна школа са седиштем у касарни у Сан Франциску, а за директора је постављен пуковник Нарцисо Бенитез колумбијског порекла; Ову школу су завршили:Франсиско Моразан , Хосе Антонио Маркес , Дијего Вигил , Либерато Монкада , Хоакин Ривера и Хозе Сантос Гвардиола који су били председници Хондураса, између осталих.
Прво коришћено оружје је био кремен и барут, производ мешања сумпора, шалитре и угља у релативним количинама: пушка Ремингтон са једним пуњењем била је једна од првих пушака које су уведене у земљу током владе генерала Хосеа Марије Медине...
Друга фаза оружаних снага је између 1842. и 1876. године када се колективна униформа појавила средином 1840-их када су се трупе генерала Хозеа Сантоса Гвардиоле суочиле са трупама генерала Николаса Ангула, 1845. године у "Цомбате дел Обрајуело", у Сан Мигел , Салвадор. Године 1865. учињен је први покушај да се организује Поморска снага са одговарајућим прописима; међутим, цена ове услуге је учинила неодрживом; Међутим, било је неколико покушаја да се идеја реактивира, а један од њих извео је доктор Поликарпо Бонила, који је наредио изградњу пароброда Татумбла у бродоградилишту Киел, Немачка 22. новембра 1895. године, а затим 1896. године, генерал Мануел Бониља је дао изградити „Стршљен“. Док је управљао Хондурасом, доктор и генерал Дон Тибурцио Кариас Андино је такође наредио изградњу пароброда Буфало и Ел Тигре. 1. јануара 1881. издат је први војни законик хондурашке војске, правни инструмент за управљање сопственом организацијом. Током двадесетог века, хондурашки војни лидери су често постајали председници, било путем избора или државним ударом . Генерал Тибурцио Каријас Андиноје изабран 1932, касније је сазвао конститутивну скупштину која му је омогућила да буде поново изабран, а његова владавина је постала ауторитарнија до избора 1948.
Током наредних деценија , војска Хондураса је извела неколико државних удара, почевши од октобра 1955. Генерал Освалдо Лопез Арелано је извео следећи пуч у октобру 1963. и други у децембру 1972. године, након чега су уследили државни удари 1975. од стране Хуана Алберта Мелгара. Кастра и 1978. Поликарпо Паз Гарсија .
1980-е
Догађаји током 1980-их у Ел Салвадору и Никарагви навели су Хондурас – уз помоћ САД – да значајно прошири своје оружане снаге , стављајући посебан нагласак на своје ваздухопловство , које је укључивало ескадрилу Ф-5 које су обезбедиле САД .
У истом периоду војна јединица Батаљон 316 вршила је политичка убиства и тортуру над осумњиченим политичким противницима власти. Припадници батаљона су прошли обуку и подршку од Централне обавештајне агенције Сједињених Држава , у Хондурасу , у америчким војним базама  и у Чилеу током председништва диктатора Аугуста Пиночеа .  Амнести интернешенел је проценио да су најмање 184 особе „нестале” од 1980. до 1992. године у Хондурасу, највероватније због акција хондурашке војске. 
1990-их
Решавање грађанских ратова у Ел Салвадору и Никарагви и свеобухватно смањење буџета у свим министарствима довели су до смањења финансирања Оружаних снага Хондураса. Укидање нацрта створило је кадровске празнине у оружаним снагама које су сада искључиво добровољци. Војска је сада далеко испод своје дозвољене снаге и очекују се даља смањења. У јануару 1999. године, измењен је Устав којим је укинут положај војног команданта Оружаних снага, чиме је кодификована цивилна власт над војском.
2000-те
Од 2002. године, војници су укључени у превенцију криминала и спровођење закона, патролирајући улицама већих градова заједно са националном полицијом.
2009. година
Дана 28. јуна 2009. године, у контексту уставне кризе , војска је, поступајући по налогу Врховног суда правде, ухапсила председника Мануела Зелају , након чега је насилно сменила изабраног председника Зелају из Хондураса. Погледајте чланак Уставна криза у Хондурасу из 2009. у вези са тврдњама о легитимности и нелегитимности догађаја, као и догађајима који су претходили и након уклањања Зелаје из Хондураса.
Главни адвокат војске, пуковник Херберт Бајардо Инестроза Мембрењо, дао је јавне изјаве у вези са сменом Зелаје. Он је 30. јуна показао налог за притвор, који је очигледно потписао 26. јуна судија Врховног суда, којим је оружаним снагама наложено да притворе председника.  Пуковник Инестроза је касније изјавио да депортовање Зелаје није поступило по налогу суда: „У тренутку када смо га извели из земље, на начин на који је изведен, постоји злочин. Због околности у тренутку када се овај злочин догодио, постојаће оправдање и разлог за ослобађајућу пресуду који ће нас заштитити."  Он је рекао да је ту одлуку донео војни врх "како би се избегло крвопролиће". 
Након свргавања председника 2009. године, војска Хондураса је заједно са другим владиним безбедносним снагама наводно била одговорна за хиљаде наводних произвољних притвора  и за неколико присилних нестанака и вансудских погубљења противника де факто владе, укључујући чланове Демократске странке. Партија уједињења . Међутим, докази о овим акцијама тек треба да се обезбеде, а у локалним медијима је било неких питања о стварним починиоцима, што сугерише да би они заправо могли бити повезани са споровима унутар самих левичарских организација.      

## Војска
Војска Хондураса ( шпански : Ејерцито де Хондурас , буквално  „Војска Хондураса“) је грана копнене службе Оружаних снага Хондураса.
- 101. бригаде у Чолутеци
- 105. бригада у Сан Педро Сули
- 110. бригаде у Данлију
- 115. бригада у Хутикалпи
- 120. бригаде у Санта Роса де Копан

## Ваздухопловство
ФАХ ради из четири ваздушне базе које се налазе на:
1. Ваздушна база Хернан Акоста Мехија у Тегусигалпи
2. Ваздушна база Сото Кано у Комајагви , [14]
3. Ваздушна база Армандо Ескалон Еспинал у Ла Лими, Кортес

Хецтор Царацциоли Монцада у Ла Сеиби .
Са изузетком ваздушне базе Сото Кано, све остале ваздухопловне базе функционишу као двоструки објекти цивилног и војног ваздухопловства.
Поред тога, три ваздушне станице се налазе на адреси:
1. Катакама
2. Алто Агуан (домет бомбе)
3. Писте Пуерто Лемпира служе као локације за истурене операције-ФОЛ.

Такође радарска станица ради на:
°Ла Моле врх.

## Морнарица
Морнарица је мала снага која се бави обалском и речном безбедношћу.
Морнарица има 71 патролни чамац, јединице пресретача и десантних пловила.
Морнарица Хондураса има 4 поморске базе:
1. Поморска база Пуерто Кортес – главна поправна и логистичка база на Карипском мору
2. Поморска база Пуерто Кастиља – главна оперативна база патролних чамаца на Карипском мору
3. Навална база Амапала – главна оперативна база обалних патролних пловила на северном крају острва и једина база на страни Тихог океана Хондураса
4. Поморска база Каратаска – нова база за борбу против трговине дрогом

Поред тога, морнарица Хондураса има следеће јединице и школе:
1. 1ст. Батаљон маринске пешадије – једина маринска јединица која се налази у Ла Цеиби
2. Поморска академија Хондураса – Обучава официре за морнарицу Хондураса у Ла Цеиби
3. Центар за морнаричку обуку – објекат за обуку подофицира и морнара

## Војно - цивилни односи и руководство
Према изјави из јула 2009. правног саветника војске Хондураса, пуковника Херберта Баиарда Инестрозе, део елитних војних генерала Хондураса био је против председника Мануела Зелаје , кога је војска уклонила из Хондураса војним државним ударом , због његове левичарске политике . Инестроза је изјавио: "Било би тешко за нашу војску, са нашом обуком, да имамо однос са левичарском владом. То је немогуће." 
Тренутни начелник Оружаних снага је Карлос Антонио Куелар , дипломац Војне академије Генерал Франсиско Моразан и Школе Америке . У јануару 2011, генерал Рене Арнолдо Осорио Каналес, бивши шеф председничке почасне гарде, именован је за команданта.
Од 2012. године, војска Хондураса има највеће војне расходе у целој Централној Америци . Имају 52.225 војника у својој војсци, имају 16.500 војника у свом ваздухопловству и 5.300 војника у својој морнарици.

## Опрема
Ручно оружје
1. Беретта 93Р
2. Бровнинг Хи-Повер
3. ЦЗ-75

Подмитраљези
1. Мини Узи
2. МП5
3. Инграм МАЦ-10

Пушке
1. Беретта АР70/90
2. М16А1 /А2
3. АР-М1 (користи га Национална полиција Хондураса)
4. ИВИ АЦЕ
5. ИВИ Кс95
6. ФН ФАЛ
7. Т65 јуришна пушка

снајперске пушке
1. Ремингтон 700
2. М21
3. М110 САСС (користе га специјалне снаге војске Хондураса)

Митраљези
1. ФН МАГ
2. М60 Митраљез М60, М60Д.
3. Митраљез М2

Ракетни бацачи
1. 120к Царл Густав неповратна пушка [16]
2. 80к М40 пушка без трзаја [17]
3. М203
4. Бацач граната М79
5. Хецклер & Коцх ХК69А1 (користе га специјалне снаге хондурашке војске)
6. Бацач граната Мк 19 (користи га војска Хондураса од 2013, донирале су га Сједињене Државе за операције против наркотика)

Средња артиљерија
1. 60 mm минобацач
2. 400к 81 mm М1\ М29 минобацач [17]